# クロンヌ
クロンヌは、日本の高級ブランド時計販売店である。

## 概要
株式会社クランが運営するクロンヌ(couronne)は2007年から店舗を東京都港区南青山にオープン。
ハリーウィンストン ･フランクミュラー･リシャールミル･パテックフィリップ・オーデマピゲなど伝統ある高級ブランド時計を多種に渡り取扱いをしている。
ハイエンドモデルの新品から中古品まで多くの商品をがあり店舗だけではなくインターネットでの販売も手掛けている。時計の販売だけではなくブランド時計買取も実施している。

## 沿革
- 1989年	有限会社クラン設立
- 1992年	ウォッチセレクトショップ MONTAGNE [モンテーヌ] 、名古屋・栄にオープン
- 1995年	MONTAGNE OSAKA [モンテーヌ大阪店] 大阪・心斎橋にオープン、名古屋栄のモンテーヌを [モンテーヌ名古屋] に屋号変更
- 1997年	MONTAGNE NAGOYA [モンテーヌ名古屋店] 新装オープン、有限会社クランから、株式会社クランへ組織変更
- 1999年	本社ビル [クランビル] 落成本社事務所をクランビルに移転、フレンチスタイルオープンカフェ ClanCafe [クランカフェ] オープン、オーセンティックバー Manotte [マノット] オープン
- 2000年	ClanCafe [クランカフェ] 閉店、モンテーヌ大阪店・名古屋店を統合、クランビル 1Fに MONTAGNE [モンテーヌ] 移転オープン
- 2001年	オンラインショップ [モンテーヌ/クロンヌ 楽天市場店] をオープン
- 2002年	レディースウォッチセレクトショップ chochotte [ショショット]、名古屋 Lasky on the park 1Fにオープン
- 2003年	法人部門設立
- 2005年	chochotte [ショショット] 閉店
- 2007年	セレクトサロンcouronne [クロンヌ] 港区・南青山にオープン
- 2010年	グループ会社「ウォッチレスキュー株式会社」(東京都港区南青山)を設立
- 2011年	ウォッチレスキュー阿佐ヶ谷店(東京都杉並区) オープン、Manotte [マノット] 閉店
- 2012年	ウォッチレスキュー神田神保町店(東京都千代田区) オープン、ウォッチレスキュー名古屋栄店オープン
- 2013年	ウォッチレスキューみなとみらい店(横浜市) オープン
- 2019年	ヴィンテージウォッチ セレクト モンテーヌ サカエチカ 名古屋・サカエチカにオープン、ウォッチレスキュー名古屋栄店、モンテーヌ サカエチカ内に移転オープン、ウォッチレスキュー神田神保町店(東京都千代田区) 閉店
- 2021年	本社事務所を移転、MONTAGNE [モンテーヌ] を「モンテーヌ時計店」に屋号変更、移転オープン

## 店舗
表参道 南青山の時計店 クロンヌ

東京都港区南青山6-1-3 コレッツィオーネ 1F

最寄り駅：表参道駅より徒歩3分 渋谷駅より徒歩20分

姉妹店
モンテーヌ'
愛知県名古屋市中区栄3-35-18

## 関連会社
- ウォッチレスキュー株式会社